# Назия (река)
На́зия (устар. Назья) — река в Кировском районе Ленинградской области. Длина — 42 км. Площадь бассейна — 332 км².

## Название
Название произошло от карельско-финского nasia — «волчьи ягоды», кустарникового растения, росшего здесь в изобилии. То же самое название получили крепость у Ладожского канала (впоследствии на его месте возникло село, ныне — деревня), посёлок, железнодорожная станция и деревня при ней, торфопредприятие и ряд других объектов.

## Описание
Речка вытекает из болота Малуксинский Мох к северу от посёлка Малукса, впадает в Ладожское озеро. Ширина русла — 4—10 метров. Питается за счёт многочисленных мелких проток из болот, в нижнем течении используется для сплава на байдарках. Ниже посёлка Приладожский вода загрязнена его сточными водами.
Река пересекает Ладожский канал на расстоянии 23-х километров от его устья, питая его водой. Новоладожский канал при этом выше Назии был построен горизонтально, ниже — под уклоном, что позволило обойтись без сложной системы шлюзов.